# Фрибургенсе
«Фрибургенсе» — бразильский футбольный клуб из города Нова-Фрибургу, штата Рио-де-Жанейро.

## История
Клуб основан 14 марта 1980 года, домашние матчи проводит на стадионе «Эдуардо Гуинле», вместимостью 10 000 зрителей.
В настоящий момент клуб выступает в Серии D Бразилии.

## Известные тренеры
- Кловис Де Оливейра
- Себастьян Леонидас
- Вандерлей Лушембурго